# Lystrosaurus
Lystrosaurus byl rod terapsidního plaza z podřádu Dicynodontia a čeledi Lystrosauridae, jenž se vyskytoval v období pozdního permu až raného triasu (asi před 259 až 247 miliony let). Formálně popsán byl roku 1870 americkým paleontologem Edwardem D. Copem, ačkoliv o jeho fosiliích pojednal již v roce 1860 britský přírodovědec Richard Owen na základě fosilií z Jižní Afriky.

## Popis
Jednalo se asi o 90 centimetrů až 2,5 metru dlouhého terapsida, který vážil maximálně kolem 90 kilogramů. Od roku 1859 bylo formálně popsáno 23 druhů tohoto velmi rozšířeného rodu. Byl to býložravý a poněkud zavalitý tvor, žijící pravděpodobně v menších stádech.
Histologický výzkum fosilních kostí tohoto plaza ukázal, že patrně rostl po celý život a jeho růst byl přerušován pouze krátkými epizodami „zadrženého“ růstu. Maximální velikost jedinců tohoto rodu zůstává vzhledem k absenci plně dospělých kosterních exemplářů neznámá.

## Hromadné vymírání

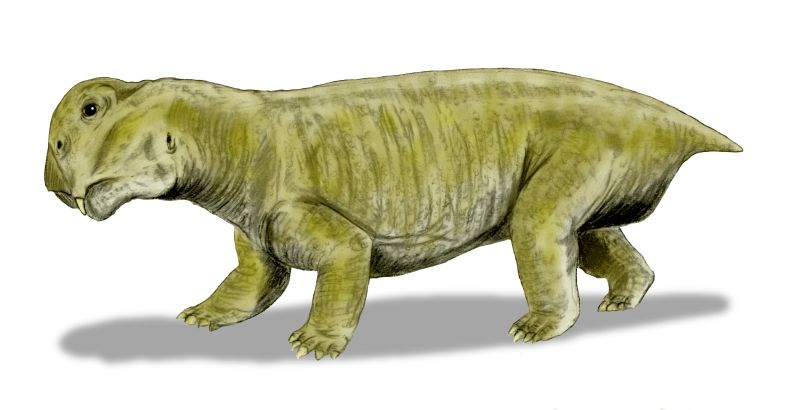
Lystrosaurus – rekonstrukce vzezření.

Lystrosaurus je jeden z mála rodů, které přežily hromadné vymírání na konci permu, přičemž v raném triasu patřil mezi nejúspěšnější a nejčastěji se vyskytující živočišné rody. Jedna teorie to vysvětluje tím, že žil v norách (kde se mohl ukrýt před živelnými pohromami), jiná, že měl dokonalejší dýchací soustavu než jeho současníci, ale existují i další teorie. Význam mělo nepochybně i jeho velké geografické rozšíření, neboť fosilie lystrosaura jsou známé například i z Antarktidy, Ruska nebo Číny.
Objevy fosilií z Antarktidy dokládají, že tito plazi dokázali upadnout do jakéhosi stavu letargie podobné zimnímu spánku, což mohlo rovněž přispět k jejich schopnosti přežít ztížené životní podmínky.
Ačkoliv rod Lystrosaurus bývá často označován za tzv. disaster species (katastrofický druh – tedy taxon, který dokázal přežít hromadné vymírání nebo jinou katastrofu), ve skutečnosti se jedná o jakýsi paleontologický mýtus. O lystrosaurovi bychom měli smýšlet spíše jako o oportunistickém druhu.

## Důkaz teorie kontinentálního driftu
Fosilní ostatky Lystrosaura byly objeveny na Antarktidě, v Jižní Africe a Indii. Spolu s několika dalšími rody vyhynulých zvířat tak posloužil jako důkaz Wegenerovy teorie kontinentálního driftu.

## V populární kultuře
Lystrosaurus se objevuje v několika filmech nebo televizních pořadech. Byl vyobrazen v segmentu animovaného filmu Fantasia z roku 1940, dokumentech BBC Den, kdy Země málem zanikla, Putování s pravěkými monstry - život před dinosaury a v jedné epizodě dokumentárního cyklu stanice Animal Planet Armagedon zvířecí říše. Vystupuje také ve filmu Jurský svět: Nadvláda z roku 2022.